# Charles Desjardins (homme politique)
Pour les articles homonymes, voir Desjardins et Charles Desjardins.
Charles Desjardins, né le 24 décembre 1878 à Lille (Nord) et mort le 6 février 1951 à Paris (Seine), est un homme politique français.

## Biographie
Fils de Jules Desjardins, ancien député, il devient avocat, d'abord au barreau de Paris, puis à celui de Saint-Quentin.
Maire de Remaucourt en 1919, il est député de l'Aisne de 1919 à 1928. Battu aux législatives des 22 et 29 avril 1928 par le socialiste Jean-Charles Deguise, il se présente l'année suivante aux sénatoriales. Il est élu sénateur le 28 octobre 1938, puis réélu le 10 janvier 1939. Il conserve son siège jusqu'en 1940.
Bien qu'ayant voté les pleins pouvoirs au maréchal Pétain le 10 juillet 1940, il redevient député de 1945 à 1951, dans les deux assemblées constituantes et dans la première législature de la IVe république.
Il avait épousé en 1902 Mlle Odent, fille du colonel et petite fille du préfet Paul Odent.